# Rhinocolobus
Rhinocolobus — вимерлий рід мавп, тісно пов'язаний із сучасними колобусами. Він мешкав у східній Африці під час пліо-плейстоцену, існував лише 1.5 мільйона років тому.

## Опис
Rhinocolobus був більшим за будь-яку мавпу колобуса, а також демонстрував статевий диморфізм. За оцінками, скам’янілості самців важать 31 кг, а самок – лише 17 кг. У нього була досить довга морда та майже відсутня носова кістка, що можна порівняти з азійськими кирпатими мавпами. У порівнянні зі своїми сучасними родичами він мав би помітно короткий ніс. Однак посткраніальні елементи майже не відрізняються від відповідних кісток живих колобусів за межами розміру, що свідчить про те, що це був здебільшого деревний, листоїдний вид, попри його більший розмір.